# تیلورد برندس
تیلورد برندس (انگلیسی: Tailored Brands) شرکت خرده‌فروشی پوشاک آمریکایی است، که در سال ۱۹۷۳ تأسیس شد.